# Parc régional de la Forêt-Ouareau
Pour les articles homonymes, voir Ouareau.
Le parc régional de la Forêt-Ouareau est un parc pour les activités de plein air, dans la municipalité régionale de comté (MRC) de la Matawinie, dans la région administrative de Lanaudière, au Québec, au Canada.
Ce parc s'étend dans les municipalités de Notre-Dame-de-la-Merci, d'Entrelacs, de Saint-Côme (petite zone) et de Chertsey.
Les visiteurs peuvent accéder aux sentiers et autres sites du parc, à partir des secteurs suivants: Massif, Grande-Jetée, Grande-Vallée, Pont Suspendu et Contreforts. La principale entrée est située du côté est du village Notre-Dame-de-la-Merci; une seconde entrée est située au nord du village de Chertsey, entre le secteur Grande-Jetée et le secteur Grande-Vallée du parc.

## Toponymie
Le  parc régional de la Forêt-Ouareau reprend le nom de la rivière Ouareau qui le traverse. « Ouareau », est mot d'origine algonquine qui signifie « au loin » ou « lointain ». Le nom parait sur une carte de l'arpenteur William Rankins de 1789 sous ma mention « The river Lac Ouareau ». Le toponyme est officialisé le 24 septembre 2003 à la Banque de noms de lieux de la Commission de toponymie du Québec.

## Géographie
(août 2020).
- Si vous ne connaissez pas le sujet, laissez ce bandeau (vous pouvez alors contacter les auteurs).
- Si vous supprimez le contenu mis en cause (vous pouvez préalablement contacter les auteurs),

argumentez précisément cette suppression dans la page de discussion
(un manque de référence n'est pas un argument ; une recherche réelle de référence doit avoir été effectuée, être formellement documentée).
Ce parc régional s'étend sur plus de 150 km2 dans un territoire ressemblant plus ou moins à la coiffe arrondie d'un silo. Ce parc comporte une longueur de 16,45 km et une largeur de 14,9 km. Le territoire du parc se situe au nord du village de Chertsey et au sud du parc national du Mont-Tremblant, soit entre:
- la route 125 (Québec) qui délimite plus ou moins la limite ouest du parc;
- la rivière Dufresne qui délimite la limite nord-ouest du parc;
- la route 347 qui délimite plus ou moins la partie nord du parc;
- la limite sud-ouest de la municipalité de Saint-Côme (sauf une petite zone)[3].

La rivière Ouareau traverse ce parc vers le sud-est. Le pont multifonctionnel enjambant la rivière Ouareau est située dans la partie sud-est du parc, soit entre le secteur Grande-Jetée et le secteur Grande-Vallée. Les autres principaux cours d'eau traversant le parc sont: rivière du Nord, le ruisseau Beaurivage, rivière Versailles, rivière Dufresne, rivière Kenny et rivière Beaulne.
Le parc comporte les monts de la Grande-Ourse (altitude: 660 m), Tête-Dure (altitude: 645 m) et le mont 107 (altitude: 635 m).

## Principales activités du parc

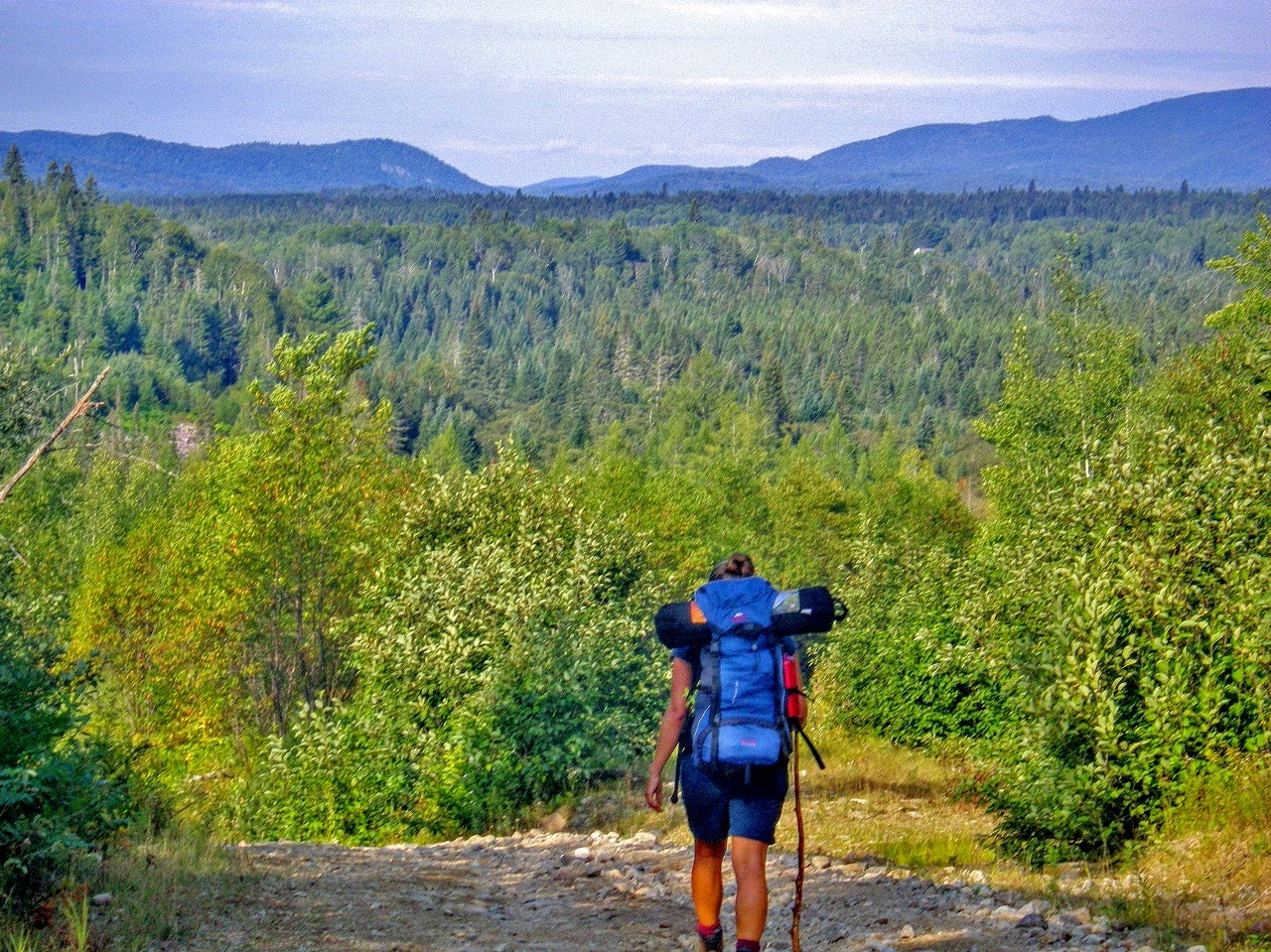
Randonneuse près du Sentier National.

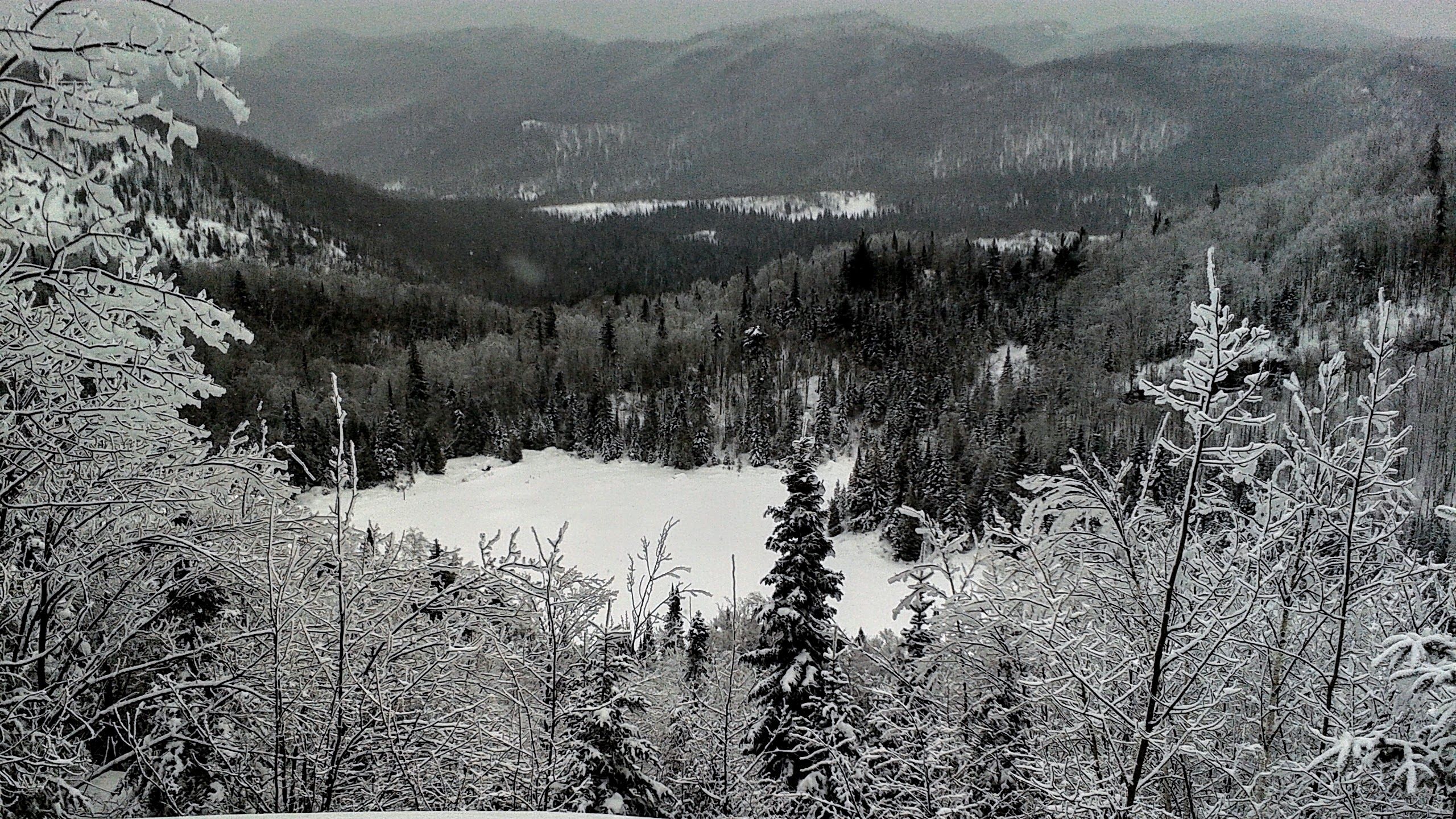
Vue sur les collines du parc depuis le Sentier National en hiver

Ce parc régional est doté d'un réseau de sentiers multifonctionnels (marche, vélo, ski de fond et raquette) sur plus de 120 km. Certains sentiers passent par le massif montagneux du parc. En sus, la Forêt Ouareau met valeur de nombreux lacs sauvages. Les amateurs d'escales peuvent escalader trois parois d’escalade au lac Blanc et dans le sentier des murmures; ces parois sont reconnues et gérées par la Fédération québécoise de la montagne et de l’escalade.
Les visiteurs peuvent aussi louer des raquettes, des canots, etc. Les activités sur la rivière Ouareau sont tributaires des conditions reliées à la température et au niveau de l'eau.
Une dizaine de modules de jeux d'hébertisme sont disponibles dans le secteur du Pont-Suspendu. En sus, les jeux d'agrément pour enfants sont disponibles au camping du Pont-suspendu ou au refuge des Capucines, soit au cœur d'une forêt de pins.
Au cours de l'été, les amateurs peuvent pratiquer le vélo de montagne dans les sentiers de ski de fond. En hiver, les raquetteurs peuvent s'aventurer particulièrement dans le secteur du Massif. Par ailleurs, le ski de randonnée est populaire: ski de fond classique (30 km) ou nordique, à cause des conditions exceptionnelles d’enneigement. En hiver, le parc met à la disposition du public deux couloirs de glissade sur tube dans le secteur du Massif, à Notre-Dame-de-la-Merci.
Le nouveau sentier de la petite rivière du nord a été inauguré en 2016, dans le secteur Grande-Jetée, à Chertsey. Il s'agit d'un sentier éducatif et familial, comportant cinq panneaux d'interprétation qui mettent en évidence le cycle de vie de l'omble de fontaine et son habitat.
Les amateurs peuvent s'adonner à la pêche sportive. Chaque pêcheur doit être titulaire d'un permis provincial valide et appliquer les règles en matière de pêche sportive.
Par ailleurs, un service d'hébergement (sur réservation) en camping rustique, en chalet ou dans l'un des cinq refuges est offert par le parc. Pour faciliter l'accès aux refuges, le parc offre un service de transport de bagages. Le parc offre aussi le transport en taxi et le transport en autobus.
Les usagers du parc sont tenus de suivre l'indice de feu qui varie selon les conditions météorologiques.